# Malice in Wonderland (альбом Nazareth)
Malice In Wonderland (с англ. — «Злоба в стране чудес») — одиннадцатый студийный альбом шотландской группы Nazareth, вышедший в феврале 1980 года.
Для записи альбома Мэнни Чарлтон передал продюсерские обязанности Джеффу Бакстеру, гитаристу Doobie Brothers и Steely Dan. Как оказалось, это решение было спорным для группы. Мэнни вспоминает: «Я перестал заниматься продюсированием, потому что хотел учиться. Я сделал пять альбомов и чувствовал, что группа застряла на одном месте, тогда я решил, что продюсером на сей раз должен стать кто-то другой. Джеффа Бакстера нам посоветовала звукозаписывающая компания. Другим кандидатом был Брюс Фейрбёрн, который был продюсером Aerosmith. Это было единственное решение, в котором я усомнился».
Дэн Маккаферти: «Запись проходила в Лос-Анджелесе, с очередной „переменной величиной“ в лице Джеффа Бакстера. Крутые гонки на тачках».

## Список композиций
1. «Holiday» (McCafferty, Cleminson, Charlton, Agnew, Sweet) — 3:29
2. «Showdown at the Border» (Cleminson)- 4:11
3. «Talkin' to One of the Boys» (McCafferty, Cleminson, Agnew) — 4:13
4. «Heart’s Grown Cold» (Cleminson)- 4:14
5. «Fast Cars» (McCafferty, Cleminson, Charlton, Agnew, Sweet)- 4:35
6. «Big Boy» (Cleminson) — 3:38
7. «Talkin' 'Bout Love» (McCafferty, Cleminson, Charlton, Agnew, Sweet, Baxter) — 3:57
8. «Fallen Angel» (McCafferty, Cleminson, Charlton, Agnew, Sweet) — 4:44
9. «Ship of Dreams» (Charlton) — 4:09
10. «Turning a New Leaf» (McCafferty, Cleminson, Charlton, Agnew, Sweet) — 4:00

Переиздание 1998 года также включает 4 композиции, которые были записаны в лондонском Hammersmith Odeon и выпущены на EP:
1. «Heart’s Grown Cold» (live 7" EP version) — 3:56
2. «Razamanaz» (live 7" EP version) — 4:16
3. «Hair of the Dog» (live 7" EP version) — 4:37
4. «Talkin' to One of the Boys» (live 7" EP version) — 4:48

## Участники записи
- Dan McCafferty — Nysse (sic), певец
- Manny Charlton — гитара
- Zal Cleminson — гитара, синтезатор
- Pete Agnew — бас-гитара, also nysse (sic), певец
- Darrell Sweet — ударные
- Jeff Baxter — продюсирование (1-10)
- Nazareth — продюсирование (11-14)